# Ilmatar
Ilmatar est la déesse primordiale vierge de la mythologie finnoise, associée à l'air. En effet, ilma veut dire l'air et le suffixe -tar désigne une être féminin ou la fille, faisant d'Ilmatar la « fille de l'air ». On peut également retrouver Ilmatar sous le nom de Luonnotar, ce qui signifie « fille de la nature ».
Elle a été comparée à la Vierge Marie.

## Ilmatar dans le Kalevala
Elle est la mère de Väinämöinen, le héros principal de l'épopée Kalevala. On apprend dans le chant I du poème qu'Ilmatar, lassée de sa solitude, décide de s'allonger dans la mer et d'être ainsi fécondée par les vagues et le vent. Toutefois elle demeure enceinte de Väinämöinen pendant 700 ans. Éprise de douleur, elle prie le dieu Ukko de l'aider à s'en délivrer. Un canard vient faire son nid sur le genou d'Ilmatar qui dépasse de la mer, et pond six œufs d'or et un septième de fer. En couvant les œufs, il brûle le genou de la vierge qui le secoue et fait disparaître les œufs dans les vagues, où ils se cassent. Les différentes parties des œufs cassés forment la terre, le soleil, la lune, les nuages, le ciel, etc. Dix années s'écoulent et Ilmatar entreprend le modelage du monde, créant avec son corps les différents reliefs. Väinämöinen reste une trentaine d'années de plus dans le ventre de sa mère avant de parvenir enfin à en sortir.
Ilmatar réapparaît dans le chant V du Kalevala, où l'on apprend qu'elle est morte. Son fils Väinämöinen étant rempli de chagrin car il a perdu sa promise, la belle Aïno, Ilmatar entend ses pleurs outre-tombe et lui conseille, afin de guérir sa peine, d'aller chercher une vierge à Pohjola, où les filles sont plus jolies.

## Hommages
Ilmatar est l'une des 1 038 femmes dont le nom figure sur le socle de l'œuvre contemporaine The Dinner Party de Judy Chicago. Elle y est associée à la Déesse primordiale, première convive de l'aile I de la table.
L'astéroïde (385) Ilmatar a reçu le nom de cet esprit.